# Chimnechilde
Titre
Reine des Francs
Chimnechilde (lat. Chimnechildis), Himnechichilde, Emnechilde, Imnechilde, Himnilde ou Himnehilde est une reine d'Austrasie du VIIe siècle, par son mariage avec le roi Sigebert III.

## Origine familiale
Les documents contemporains ne mentionnent pas son origine familiale.
La chronique d'Ebersheim, rédigée au XIIe siècle précise que la femme du duc Adalric Ethic d'Alsace, Bereswinde était nièce par sa mère de Saint Léger, évêque d'Autun et sœur d'une reine des Francs. Le mariage entre Adalric et Bereswinde ayant eu lieu à la fin de la première moitié du VIIe siècle, la reine des Francs en question ne peut être que Chimnechilde ou Bathilde. Cette dernière ne peut correspondre, car elle est d'origine serve, il en découle que Chimnechilde est sœur de Bereswinde et nièce de Saint Léger. Cette chronique est cependant très tardive par rapport aux faits relatés et n'est pas toujours prise en compte par les historiens,.
Des rencontres onomastiques entre les Étichonides, issus d'Adalric Ethic et de Bereswinde, et les Hugobertides, issus du sénéchal Hugobert, font que Christian Settipani pense à une fraternité entre Bereswinde et Hugobert. Leur père serait alors fils d'un maire du palais d'Austrasie nommé Hugues et cité en 616. Mais, il revient plus tard sur cette fraternité, considérant que Hugobert pourrait avoir d'autres parents. Il n’empêche qu'un cousinage reste possible et que le maire de palais Hugues pourrait être un ancêtre de Chimnechilde.

## Biographie
Elle épouse Sigebert III et donne naissance à deux enfants, le futur roi Dagobert II et la future reine Bilichilde, épouse de Childéric II, et peut-être de Childebert III l'Adopté. À la mort de Sigebert III, Childebert l'Adopté monte sur le trône, tandis que Dagobert est exilé en Irlande. Childebert est renversé et tué par une révolte en 662. Avec le maire du palais Wulfoald, Chimnechilde s'oppose à ce qu'un cousin, Thierry III, devienne roi d'Austrasie, organise le mariage de sa fille avec Childéric, neveu de son mari, et place ce dernier âgé de 8 ans sur le trône et sous sa tutelle. On ne sait pas quand Chimnechilde meurt, mais Childéric II est assassiné en 676 et les grands du royaume vont rappeler Dagobert II d'exil pour le placer sur le trône,.

## Généalogie
|                                    |                                    |                                    |                                    | Bodilon propriétaire en Dijonnais  | Bodilon propriétaire en Dijonnais  | Bodilon propriétaire en Dijonnais  | Bodilon propriétaire en Dijonnais  | Bodilon propriétaire en Dijonnais  | Bodilon propriétaire en Dijonnais  |            |            | Sigrade religieuse à Soissons | Sigrade religieuse à Soissons | Sigrade religieuse à Soissons | Sigrade religieuse à Soissons | Sigrade religieuse à Soissons       | Sigrade religieuse à Soissons       |                                     |                                     |                                     |                                     |  |  |                                      |                                      |                                      |                                      |                                      |                                      |  |  |                                      |                                      |                                      |                                      |                                      |                                      |  |  |                                      |                                      |                                      |                                      |                                      |                                      |  |  |                                     |                                     |                                     |                                     |                                     |                                     |  |  |
|                                    |                                    |                                    |                                    | Bodilon propriétaire en Dijonnais  | Bodilon propriétaire en Dijonnais  | Bodilon propriétaire en Dijonnais  | Bodilon propriétaire en Dijonnais  | Bodilon propriétaire en Dijonnais  | Bodilon propriétaire en Dijonnais  |            |            | Sigrade religieuse à Soissons | Sigrade religieuse à Soissons | Sigrade religieuse à Soissons | Sigrade religieuse à Soissons | Sigrade religieuse à Soissons       | Sigrade religieuse à Soissons       |                                     |                                     |                                     |                                     |  |  |                                      |                                      |                                      |                                      |                                      |                                      |  |  |                                      |                                      |                                      |                                      |                                      |                                      |  |  |                                      |                                      |                                      |                                      |                                      |                                      |  |  |                                     |                                     |                                     |                                     |                                     |                                     |  |  |
|                                    |                                    |                                    |                                    |                                    |                                    |                                    |                                    |                                    |                                    |            |            |                               |                               |                               |                               |                                     |                                     |                                     |                                     |                                     |                                     |  |  |                                      |                                      |                                      |                                      |                                      |                                      |  |  |                                      |                                      |                                      |                                      |                                      |                                      |  |  |                                      |                                      |                                      |                                      |                                      |                                      |  |  |                                     |                                     |                                     |                                     |                                     |                                     |  |  |
|                                    |                                    |                                    |                                    |                                    |                                    |                                    |                                    |                                    |                                    |            |            |                               |                               |                               |                               |                                     |                                     |                                     |                                     |                                     |                                     |  |  |                                      |                                      |                                      |                                      |                                      |                                      |  |  |                                      |                                      |                                      |                                      |                                      |                                      |  |  |                                      |                                      |                                      |                                      |                                      |                                      |  |  |                                     |                                     |                                     |                                     |                                     |                                     |  |  |
|                                    |                                    |                                    |                                    | Saint Léger évêque d'Autun († 683) | Saint Léger évêque d'Autun († 683) | Saint Léger évêque d'Autun († 683) | Saint Léger évêque d'Autun († 683) | Saint Léger évêque d'Autun († 683) | Saint Léger évêque d'Autun († 683) |            |            | Ne                            | Ne                            | Ne                            | Ne                            | Ne                                  | Ne                                  |                                     |                                     |                                     |                                     |  |  | Ragnetrude                           | Ragnetrude                           | Ragnetrude                           | Ragnetrude                           | Ragnetrude                           | Ragnetrude                           |  |  | Dagobert Ier roi des Francs († 639)  | Dagobert Ier roi des Francs († 639)  | Dagobert Ier roi des Francs († 639)  | Dagobert Ier roi des Francs († 639)  | Dagobert Ier roi des Francs († 639)  | Dagobert Ier roi des Francs († 639)  |  |  | Nantilde                             | Nantilde                             | Nantilde                             | Nantilde                             | Nantilde                             | Nantilde                             |  |  |                                     |                                     |                                     |                                     |                                     |                                     |  |  |
|                                    |                                    |                                    |                                    | Saint Léger évêque d'Autun († 683) | Saint Léger évêque d'Autun († 683) | Saint Léger évêque d'Autun († 683) | Saint Léger évêque d'Autun († 683) | Saint Léger évêque d'Autun († 683) | Saint Léger évêque d'Autun († 683) |            |            | Ne                            | Ne                            | Ne                            | Ne                            | Ne                                  | Ne                                  |                                     |                                     |                                     |                                     |  |  | Ragnetrude                           | Ragnetrude                           | Ragnetrude                           | Ragnetrude                           | Ragnetrude                           | Ragnetrude                           |  |  | Dagobert Ier roi des Francs († 639)  | Dagobert Ier roi des Francs († 639)  | Dagobert Ier roi des Francs († 639)  | Dagobert Ier roi des Francs († 639)  | Dagobert Ier roi des Francs († 639)  | Dagobert Ier roi des Francs († 639)  |  |  | Nantilde                             | Nantilde                             | Nantilde                             | Nantilde                             | Nantilde                             | Nantilde                             |  |  |                                     |                                     |                                     |                                     |                                     |                                     |  |  |
|                                    |                                    |                                    |                                    |                                    |                                    |                                    |                                    |                                    |                                    |            |            |                               |                               |                               |                               |                                     |                                     |                                     |                                     |                                     |                                     |  |  |                                      |                                      |                                      |                                      |                                      |                                      |  |  |                                      |                                      |                                      |                                      |                                      |                                      |  |  |                                      |                                      |                                      |                                      |                                      |                                      |  |  |                                     |                                     |                                     |                                     |                                     |                                     |  |  |
|                                    |                                    |                                    |                                    |                                    |                                    |                                    |                                    |                                    |                                    |            |            |                               |                               |                               |                               |                                     |                                     |                                     |                                     |                                     |                                     |  |  |                                      |                                      |                                      |                                      |                                      |                                      |  |  |                                      |                                      |                                      |                                      |                                      |                                      |  |  |                                      |                                      |                                      |                                      |                                      |                                      |  |  |                                     |                                     |                                     |                                     |                                     |                                     |  |  |
| Adalric Ethic duc d'Alsace († 690) | Adalric Ethic duc d'Alsace († 690) | Adalric Ethic duc d'Alsace († 690) | Adalric Ethic duc d'Alsace († 690) | Adalric Ethic duc d'Alsace († 690) | Adalric Ethic duc d'Alsace († 690) |                                    |                                    | Bereswinde                         | Bereswinde                         | Bereswinde | Bereswinde | Bereswinde                    | Bereswinde                    |                               |                               | Chimnechilde                        | Chimnechilde                        | Chimnechilde                        | Chimnechilde                        | Chimnechilde                        | Chimnechilde                        |  |  | Sigebert III roi d'Austrasie († 656) | Sigebert III roi d'Austrasie († 656) | Sigebert III roi d'Austrasie († 656) | Sigebert III roi d'Austrasie († 656) | Sigebert III roi d'Austrasie († 656) | Sigebert III roi d'Austrasie († 656) |  |  |                                      |                                      |                                      |                                      |                                      |                                      |  |  | Clovis II roi de Neustrie († 657)    | Clovis II roi de Neustrie († 657)    | Clovis II roi de Neustrie († 657)    | Clovis II roi de Neustrie († 657)    | Clovis II roi de Neustrie († 657)    | Clovis II roi de Neustrie († 657)    |  |  |                                     |                                     |                                     |                                     |                                     |                                     |  |  |
| Adalric Ethic duc d'Alsace († 690) | Adalric Ethic duc d'Alsace († 690) | Adalric Ethic duc d'Alsace († 690) | Adalric Ethic duc d'Alsace († 690) | Adalric Ethic duc d'Alsace († 690) | Adalric Ethic duc d'Alsace († 690) |                                    |                                    | Bereswinde                         | Bereswinde                         | Bereswinde | Bereswinde | Bereswinde                    | Bereswinde                    |                               |                               | Chimnechilde                        | Chimnechilde                        | Chimnechilde                        | Chimnechilde                        | Chimnechilde                        | Chimnechilde                        |  |  | Sigebert III roi d'Austrasie († 656) | Sigebert III roi d'Austrasie († 656) | Sigebert III roi d'Austrasie († 656) | Sigebert III roi d'Austrasie († 656) | Sigebert III roi d'Austrasie († 656) | Sigebert III roi d'Austrasie († 656) |  |  |                                      |                                      |                                      |                                      |                                      |                                      |  |  | Clovis II roi de Neustrie († 657)    | Clovis II roi de Neustrie († 657)    | Clovis II roi de Neustrie († 657)    | Clovis II roi de Neustrie († 657)    | Clovis II roi de Neustrie († 657)    | Clovis II roi de Neustrie († 657)    |  |  |                                     |                                     |                                     |                                     |                                     |                                     |  |  |
|                                    |                                    |                                    |                                    |                                    |                                    |                                    |                                    |                                    |                                    |            |            |                               |                               |                               |                               |                                     |                                     |                                     |                                     |                                     |                                     |  |  |                                      |                                      |                                      |                                      |                                      |                                      |  |  |                                      |                                      |                                      |                                      |                                      |                                      |  |  |                                      |                                      |                                      |                                      |                                      |                                      |  |  |                                     |                                     |                                     |                                     |                                     |                                     |  |  |
|                                    |                                    |                                    |                                    |                                    |                                    |                                    |                                    |                                    |                                    |            |            |                               |                               |                               |                               |                                     |                                     |                                     |                                     |                                     |                                     |  |  |                                      |                                      |                                      |                                      |                                      |                                      |  |  |                                      |                                      |                                      |                                      |                                      |                                      |  |  |                                      |                                      |                                      |                                      |                                      |                                      |  |  |                                     |                                     |                                     |                                     |                                     |                                     |  |  |
|                                    |                                    |                                    |                                    | Étichonides                        | Étichonides                        | Étichonides                        | Étichonides                        | Étichonides                        | Étichonides                        |            |            |                               |                               |                               |                               | Dagobert II roi d'Austrasie († 679) | Dagobert II roi d'Austrasie († 679) | Dagobert II roi d'Austrasie († 679) | Dagobert II roi d'Austrasie († 679) | Dagobert II roi d'Austrasie († 679) | Dagobert II roi d'Austrasie († 679) |  |  | Bilichilde († 676)                   | Bilichilde († 676)                   | Bilichilde († 676)                   | Bilichilde († 676)                   | Bilichilde († 676)                   | Bilichilde († 676)                   |  |  | Childéric II roi d'Austrasie († 676) | Childéric II roi d'Austrasie († 676) | Childéric II roi d'Austrasie († 676) | Childéric II roi d'Austrasie († 676) | Childéric II roi d'Austrasie († 676) | Childéric II roi d'Austrasie († 676) |  |  | Clotaire III roi de Neustrie († 673) | Clotaire III roi de Neustrie († 673) | Clotaire III roi de Neustrie († 673) | Clotaire III roi de Neustrie († 673) | Clotaire III roi de Neustrie († 673) | Clotaire III roi de Neustrie († 673) |  |  | Thierry III roi de Neustrie († 691) | Thierry III roi de Neustrie († 691) | Thierry III roi de Neustrie († 691) | Thierry III roi de Neustrie († 691) | Thierry III roi de Neustrie († 691) | Thierry III roi de Neustrie († 691) |  |  |
|                                    |                                    |                                    |                                    | Étichonides                        | Étichonides                        | Étichonides                        | Étichonides                        | Étichonides                        | Étichonides                        |            |            |                               |                               |                               |                               | Dagobert II roi d'Austrasie († 679) | Dagobert II roi d'Austrasie († 679) | Dagobert II roi d'Austrasie († 679) | Dagobert II roi d'Austrasie († 679) | Dagobert II roi d'Austrasie († 679) | Dagobert II roi d'Austrasie († 679) |  |  | Bilichilde († 676)                   | Bilichilde († 676)                   | Bilichilde († 676)                   | Bilichilde († 676)                   | Bilichilde († 676)                   | Bilichilde († 676)                   |  |  | Childéric II roi d'Austrasie († 676) | Childéric II roi d'Austrasie († 676) | Childéric II roi d'Austrasie († 676) | Childéric II roi d'Austrasie († 676) | Childéric II roi d'Austrasie († 676) | Childéric II roi d'Austrasie († 676) |  |  | Clotaire III roi de Neustrie († 673) | Clotaire III roi de Neustrie († 673) | Clotaire III roi de Neustrie († 673) | Clotaire III roi de Neustrie († 673) | Clotaire III roi de Neustrie († 673) | Clotaire III roi de Neustrie († 673) |  |  | Thierry III roi de Neustrie († 691) | Thierry III roi de Neustrie († 691) | Thierry III roi de Neustrie († 691) | Thierry III roi de Neustrie († 691) | Thierry III roi de Neustrie († 691) | Thierry III roi de Neustrie († 691) |  |  |